# Pierre François Riga
Pierre François Riga   (Lieja, 21 de gener de 1831 - Schaerbeek, 18 de gener de 1892) fou un compositor való.
Va ser alumne de Fétis, Lemmens i Hanssens (junior) en el Conservatori de Brussel·les, i després va aconseguir la plaça de mestre de capella de l'església dels Germans Minims de la capital belga. Es dedicà principalment a la composició de música religiosa, havent-se cantat les obres d'aquest gènere no tan sols al seu país, sinó també a França, Alemanya i el Regne Unit.
Entre les seves obres cal destacar una Missa a quatre veus d'home i orquestra, i un Tedeum, notables pel caràcter i la saviesa del desenvolupament. També deixà una Scène maritime, per a solos, cor i orquestra, 3 obertures per a orquestra, motets i melodies vocals i nombroses composicions per a piano i d'altres instruments.
La seva esposa, Constance Clotildes Florence Riga, es distingí com a pianista.
Schaerbeek té una square François Riga al barri de Helmet des de 1909. La seva música va ser completament oblidada un segle després.